# Messier 63
Messier 63 (M63, NGC 5055, galaktika Suncokret) je spiralna galaksija u zviježđu Lovački psi. Galaksiju je otkrio suradnik Charlesa Messiera, Pierre Mechain, 1779. godine. 

## Svojstva
M63 je spiralna galaktika udaljena oko 37 milijuna svjetlosnih godina od nas. Galaksija je dimenzijama slična našoj Mliječnoj stazi. Po dužoj osi pruža se oko 100.000 svjetlosnih godina. M63 je članica grupe galaktika čiji je dominantni član M51. Godine 1971. u galaktike je eksplodirala supernova tipa I i dosegla je prividan sjaj od magnitude + 11,8.
Spiralnu strukturu galaktike je prvi uočio lord Rosse 1850. godine. 

## Amaterska promatranja
M63 je tek elipsasta mrlja u manjim teleskopima. Čak ni 200 mm-ski teleskop iz naseljenog mjesta ne otkriva ništa više od sjajne, elipsaste mrlje. Galaksiju je moguće uočiti manjim teleskopom. Objektiv od 80 mm je više i nego dovoljan. Najpogodnije vrijeme za promatranje je u ožujku kada se galaktika nalazi visoko nad horizontom.

## Vanjske poveznice
- (engl.) SEDS: NGC 5055
- (engl.) Revidirani Novi opći katalog
- (engl.) Izvangalaktička baza podataka NASA-e i IPAC-a
- (engl.) Astronomska baza podataka SIMBAD
- (engl.) VizieR
- Skica M63